# Lettonie aux Jeux olympiques d'hiver de 1994
L'équipe de olympique de Lettonie participe aux Jeux olympiques d'hiver de 1994 à Lillehammer. Elle n'y remporte aucune médaille. Le bobeur Zintis Ekmanis est le porte-drapeau d'une délégation lettone comptant 27 sportifs (20 hommes et 7 femmes).